# 慈云寺塔 (赣州)
25°51′33″N 114°56′41″E / 25.85924°N 114.94483°E
慈云寺塔，又名舍利塔，位于中国江西省赣州市章贡区厚德路东段赣州文庙旁，1957年被列为第一批江西省文物保护单位，2006年作为赣州佛塔之一被列为第六批全国重点文物保护单位。
慈云寺塔始建于北宋天圣元年（1023年），原位于慈云寺内，故名。塔为楼阁式塔，塔身平面呈六角形，共九级，高42米。塔内结构为穿壁绕平座。塔顶部安装有莲苞形状铁塔刹。清光绪二十三年（1906年），廊檐木板被烧毁，之后近百年间只留下中空的青砖结构。1962年在塔底座发现“天圣元年”铭文砖，故得知塔的建造年代。2004年，赣州市政府拨款将飞檐回廊维修复原。
- 荷兰人约翰·纽霍夫在1665年所画的赣州风景图，图中画有慈云寺塔
- 从赣州文庙院内看慈云寺塔